# Caleta San Pedro
Caleta San Pedro es una localidad perteneciente a la comuna de La Serena, Región de Coquimbo. Se ubica a 3,8 km de la Conurbación La Serena-Coquimbo, cerca de las Playas San Pedro y el Faro y del barrio Las Compañías al norte de La Serena. Abarca una superficie de 0,49 km² y se conecta con la conurbación a través de la Ruta 5 Norte. Cuenta con una población de 2114 habitantes y es orilllada por el Océano Pacífico y por el Río Elqui. [cita requerida]

## Actividades

Ejemplo de pesca de la Caleta San Pedro : Ostiones

Como principal ganancia que obtiene esta Caleta es por la pesca de machas, ostiones y almejas, de forma casera y artesanal, siendo lo que la caracteriza. [cita requerida]

## Historia
La fundación de la Caleta San Pedro fue durante 1854, cuando diversas familias de distintos puntos de la Provincia de Coquimbo se instalan a las Orillas del Océano Pacífico cercano a La Serena, para generar ganancias y subsistir gracias a la pesca de diversos Mariscos presentes en las Costas.
En 1930, se levanta la Capilla de San Pedro junto a su imagen respectiva, dándole el nombre.